# Каарло Юго Столберґ
Ка́арло Ю́го Сто́лберґ (фін. Kaarlo Juho Ståhlberg, уроджений Карл Ю́хан Сто́лберґ, швед. Carl Johan Ståhlberg; 28 січня 1865, Суомуссалмі, Велике князівство Фінляндське, Російська імперія — 22 вересня 1952, Гельсінкі, Фінляндія) — фінський державний та політичний діяч, перший президент Фінляндії.

## Життєпис
Народився в сім'ї пастора, за національністю — швед. Почав навчання в середній школі в Лахті, але після смерті батька його сім'я, яка виявилася в складному фінансовому становищі, переїхала в Оулу. У 1889 році здобув ступінь бакалавра права в Університеті Гельсінкі, там же в 1893 році закінчив докторантуру, а в наступному році став доцентом. Доктор обох прав.
У 1893 році одружився з Іреною Вяльберг, від якої у Стольберг було шість дітей.
У 1898—1903 — секретар сенату, в 1914—1915 — голова парламенту. У 1908—1918 — професор адміністративного права університету в Гельсінкі. У 1917 році став головою Конституційної Ради, перед яким стояло завдання розробити модель майбутнього державного устрою незалежної Фінляндії. Під час цієї діяльності підтримував ідею введення республіканської форми правління. У 1918 році став першим головою Вищого Адміністративного суду.
У 1919—1925 — перший президент Фінляндії. На виборах Президента був підтриманий Національною прогресивною партією і Аграрною лігою, набравши 143 голоси і випередивши свого суперника Густава Маннергейма, який здобув 50 голосів.
У політиці підтримував помірні соціально-економічні реформи, спрямовані на розвиток республіканських інституцій. Як президент помилував більшість учасників революційного руху, зрівняв профспілки в правах з роботодавцями, ініціював земельну реформу, укладення мирного договору з РРФСР.
У 1925 році відмовився від переобрання на посаду президента. У 1930—1933 знову обирався депутатом парламенту. У 1930 році разом з дружиною був викрадений членами фашистської організації, які мали намір переправити їх на радянську територію, але незабаром був звільнений.
У 1931 році був кандидатом від Національної прогресивної партії на президентських виборах, де програв переможцю лише два голоси в третьому турі. На президентських виборах 1937 року обійняв третє місце. У 1946 році став радником Президента Фінляндії Юхо Кусті Паасіківі.